# Piercia excisa
Piercia excisa är en fjärilsart som beskrevs av Claude Herbulot 1974. Piercia excisa ingår i släktet Piercia och familjen mätare. Inga underarter finns listade i Catalogue of Life.